# If I Could Give All My Love (Richard Manuel Is Dead)
"If I Could Give All My Love (Richard Manuel Is Dead)" é uma canção escrita por Adam Duritz, Charlie Gillingham David, Immerglück, Matt Malley e Dan Vickrey, gravada pela banda Counting Crows.
É o quarto single do quarto álbum de estúdio lançado em 2002, Hard Candy.